# 斑點九棘鱸
斑點九棘鱸（学名：Cephalopholis argus），又稱斑點九刺鮨、眼斑鱠，為輻鰭魚綱鱸形目鱸亞目鮨科九棘鲈属的一個鱼类的種。

## 分布
本魚分布在印度太平洋區，包括红海、印度洋非洲东岸至太平洋中部、東非、澳洲、法屬波里尼西亞、豪勛爵島，北至日本南部、小笠原群島以及南海诸岛和澎湖列岛、台灣恒春等海域。

## 深度
水深1至50公尺。

## 特徵
本魚身體為暗褐色或黑紫色，體側及各鰭布滿具有黑圈之灰色斑點。眼小，短於吻長。口大；上頜稍能活動，可向前伸出，末端延伸之眼後之下方；上下頜前端具小犬齒，下頜內側齒尖銳，排列不規則，可向內倒狀；鋤骨和腭骨具絨毛狀齒。體橢圓形為側扁，吻部較為突出。體被細小櫛鱗；側線鱗孔數46至51枚，縱列鱗數95至110枚。背鰭無深刻，背鰭硬棘4枚，軟條15至17枚；臀鰭硬棘3枚，軟條9枚；腹鰭腹位，臀鰭第二棘較第三棘略長。體長可達40公分。

## 生態
本魚常棲息於热带珊瑚礁區，以小魚、無脊椎動物等為食物。

## 經濟利用
為肉質鮮美的食用魚，適合清蒸或紅燒，也可作為觀賞魚。

## 扩展阅读
維基物種上的相關：斑點九棘鱸